# Manfred Hansen (Politiker)
Manfred Hansen (* 2. September 1928 in Schleswig; † 2. Oktober 1987 in Kiel) war ein deutscher Jurist und Politiker (SPD).

## Leben
Hansen studierte von 1949 bis 1953 Rechts- und Staatswissenschaften an der Christian-Albrechts-Universität zu Kiel. Sein Referendariat legte er bis 1957 in Flensburg und Schleswig ab. 1962 trat er der SPD bei. Ab 1957 war er Gerichtsassessor und als Staatsanwalt in Flensburg tätig.
1967 zog er über die SPD-Landesliste in den Landtag Schleswig-Holsteins ein; erneut bei der Wahl 1971. Dem Landtag gehörte er bis Ablauf der Wahlperiode 1975 an.
Hansen gehörte einer Reihe von Landtagsausschüssen an, darunter der Justizausschuss, der Innenausschuss, der Volksbildungsausschuss und der Eingabenausschuss. Er war Mitglied parlamentarischer Untersuchungsausschüsse, darunter 1969 bis 1971 der Untersuchungsausschuss „Internatsgymnasium Schloß Plön“ und 1973/1974 der Untersuchungsausschuss Universitäts-Frauenklinik, dessen stellvertretenden Vorsitz er hatte. Hansen gehörte dem Landeswahlausschuss und dem Richterwahlausschuss an.
Zu seinen parteipolitischen Ämtern gehörte der Vorsitz des SPD-Ortsvereins Kiel-West sowie die Mitgliedschaft im Landesvorstand der SPD Schleswig-Holstein.
Hansen war römisch-katholisch, verheiratet und hatte zwei Kinder.